# Schistura atra
Schistura atra és una espècie de peix de la família dels balitòrids i de l'ordre dels cipriniformes.

## Morfologia
Els mascles poden assolir els 5,1 cm de longitud total.

## Distribució geogràfica
Es troba a la conca del riu Mekong a Laos.

## Amenaces
Les seues principals amenaces són la desforestació, les pràctiques agrícoles gens sostenibles, la mineria d'or, la contaminació de l'aigua i la construcció de preses.